# Jacques Salomé

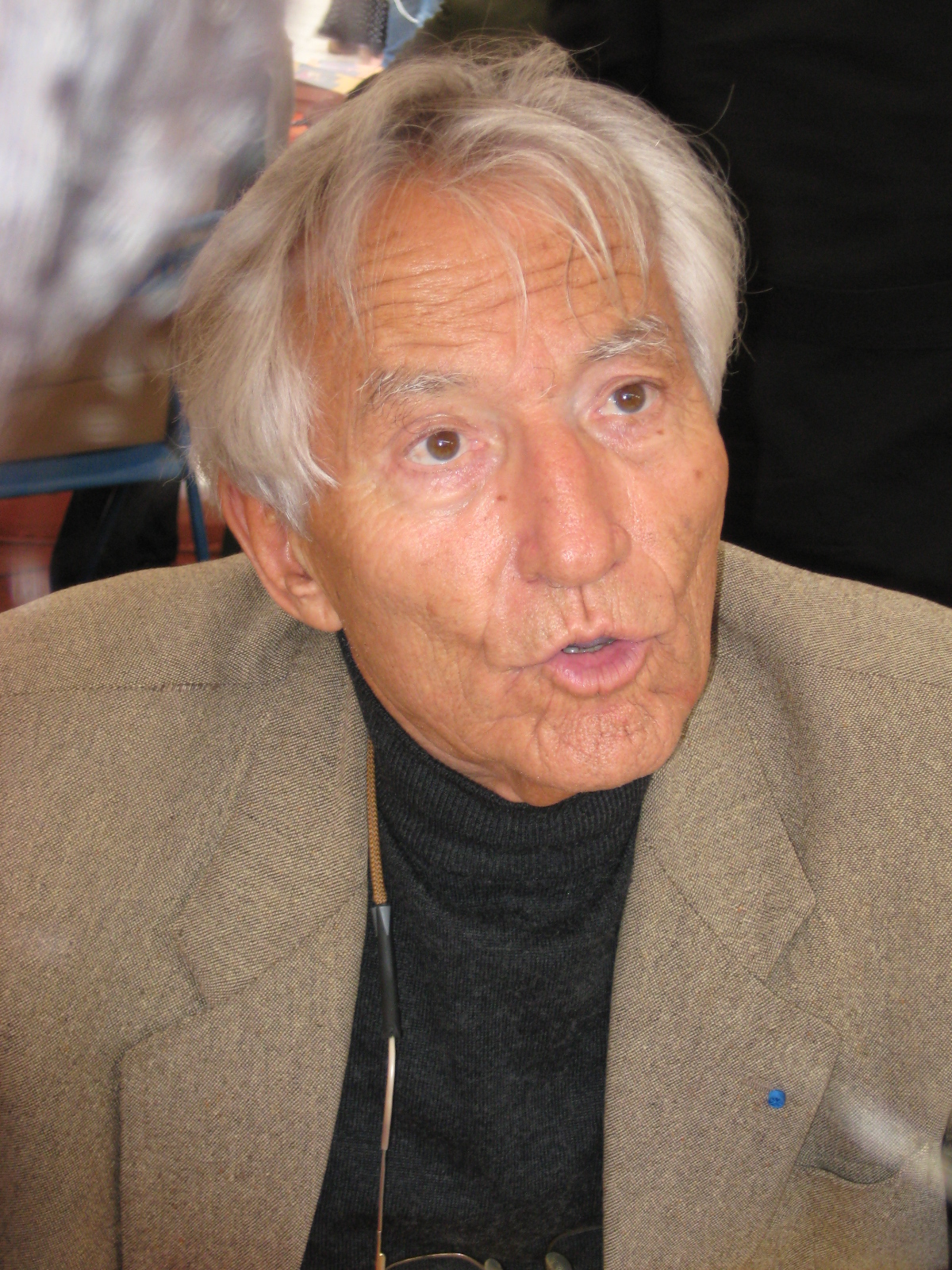
Jacques Salomé.

Jacques Salomé (* 20. Mai 1935 in Toulouse) ist ein französischer Sozialpsychologe und Autor.

## Leben und Wirken
Jacques Salomé ist Absolvent der "École des hautes études en sciences sociales" in Paris im Fachbereich Sozialpsychologie und hat über 30 Jahre lang Seminare zum Thema zwischenmenschliche Beziehungen durchgeführt, davon 12 Jahre an der Universität Lille. Seine Bücher zum Thema Kommunikation wurden in über 20 Sprachen übersetzt. Die von ihm gegründete Methode "ESPERE" (Énergie Specifique Pour une Écologie Relationnelle Essentielle) wird heute von Ausbildern des Instituts ESPERE in Paris gelehrt. Er ist Gründer des Bildungszentrums für zwischenmenschliche Beziehungen Le regard fertile, über das er die Fortbildung von vielen Tausend Soziologen, Psychologen, Ärzten und Fachberatern geleitet hat. Er ist der Lehre von der gewaltfreien Kommunikation verpflichtet und engagiert sich dafür, dass eines Tages Kommunikation als eigenständiges Fach an Regelschulen gelehrt wird.  
Salomé ist Vater von drei Töchtern sowie zwei Söhnen und lebt in Roussillon in der Provence.

## Schriften
- Einfühlsame Kommunikation. Paderborn 2006. ISBN 978-3-87387-637-8
- Sprich mit mir. Landsberg 2002
- Buddhas Erwachen. Kreuzlingen 2002
- Papa, was ist Liebe?. Kreuzlingen 2000
- Ich sage was ich meine. Ravensburg 1993